# Seo Kang-joon
Dans ce nom coréen, le nom de famille, Seo, précède le nom personnel.
Lee Seung-hwan (coréen : 이승환) dit Seo Kang-joon (coréen : 서강준) est un acteur et chanteur sud-coréen, né le 12 octobre 1993 à Gunpo en Gyeonggi. Il est membre du groupe 5urprise.

## Biographie

### Jeunesse
Seo Kang-joon de son vrai nom Lee Seung-hwan est né à Gunpo en Gyeonggi, située en Corée du Sud. A travers sa deuxième année de collège il va étudier en Malaisie pendant un an et sept mois avant de rentrer en Corée du Sud pour sa rentrée au lycée. Il s'inscrit à la faculté des arts du spectacle de Dong Seoul College. Il a travaillé à temps partiel en tant que mannequin avant ses débuts. Après avoir passé une audition pour Actor's League, un programme organisé par Fantagio, dont le but est de recruter de nouveaux acteurs, il suit une formation d'entraînement avant de débuter dans le groupe 5urprise.

### Carrière
Lee Seung-hwan utilise le pseudonyme de Seo Kang-joon. En 2012, il joue des petits rôles dans plusieurs séries télévisées avant de commencer sa carrière d'acteur par un rôle secondaire dans The Suspicious Housekeeper (수상한 가정부) diffusée sur SBS.
En 2014, Il interprète son premier rôle le plus important dans la série comédie romantique Cunning Single Lady (앙큼한 돌싱녀). Il apparaît alors dans des dramas télévisés comme What Happens to My Family? (가족끼리 왜 이래), Splendid Politics (화정) et To Be Continued (투 비 컨티뉴드), ainsi que dans des films. Dans la même année, il se joint au programme de variété Roommate (룸메이트) sur SBS. Il est aussi apparu dans Law of the Jungle en tant qu'invité.
En 2016, il gagne en popularité dans la série Cheese in the Trap (치즈인더트랩), où il joue le rôle d'un pianiste talentueux. La même année, il tient son premier rôle principal dans la série Entourage (안투라지) sur tvN, le remake coréen de la série télévisée américain du même nom.
En 2017, il entame le tournage du drame Are You Human? (너도 인간이니), où l'interprète joue les rôles de Namshin et Namshin III, donnant la réplique à Gong Seung-yeon dans le rôle de Kang so bong. Ce drama sera diffusé un an après le début du tournage (en juin 2018), en raison du travail d'effets spéciaux en post-production. Sa popularité est grandissante depuis ce drama.
En septembre 2018, il enchaîne, seulement un mois après la fin de diffusion du drame Are You Human? (너도 인간이니), le rôle de On Joon Young dans le drame The Third Charm (제3의 매력) au côté de Esom (en).
En 2020, c'est aux côtés de Park Min Young qu'il incarnera le rôle d'Eun Seop, personnage principal de la série télévisée I'll Visit You When The Weather Is Nice.

## Filmographie

### Films
- 2014 : My Love, My Bride (나의 사랑 나의 신부) de Lim Chan-sang : Joon-soo
- 2015 : The Beauty Inside (뷰티 인사이드) de Baek Jong-yeol : Woo-jin, en 1992
- 2015 : Sorry, I Love You, Thank You (미안해 사랑해 고마워) de Jeon Yun-su (en) : Han Sang-gyoo

### Séries télévisées
- 2012 : A Gentleman's Dignity (신사의 품격) : le jeune maigrichon
- 2012 : To the Beautiful You (아름다운 그대에게) : l’étudiant (deux épisodes, en caméo)
- 2013 : Good Doctor (굿닥터) : l’étudiant maladroit (saison 1, épisode 12)
- 2013 : After School: Lucky or Not (방과 후 복불복) : lui-même
- 2013 : Suspicious Housekeeper (수상한 가정부) : Choi Soo-hyeok
- 2013 : The Murder (하늘재 살인사건) : Jeong Yoon-ha
- 2014 : Cunning Single Lady (앙큼한 돌싱녀) : Gook Seung-hyeon
- 2014 : What Happens to My Family? (가족끼리 왜 이래) : Yoon Eun-ho
- 2015 : Splendid Politics (화정) : Hong Joo-won
- 2015 : To Be Continued (투 비 컨티뉴드) : le grand frère d'Ah-rin
- 2016 : Cheese in the Trap (치즈인더트랩) : Baek In-ho
- 2016 : Entertainers (딴따라) : Lee Sang-won (deux épisodes, en caméo)[3]
- 2016 : Entourage (안투라지) : Cha Yeong-bin
- 2018 : Are You Human? (너도 인간이니) : Nam Sin / Nam Sin III
- 2018 : The Third Charm (제3의 매력) : On Joon-yeong
- 2019 : Watcher (왓쳐) : Kim Yeong-goon
- 2020 : I'll Visit You When the Weather Is Nice (날씨가 좋으면 찾아가겠어요) : Im Eun-seob

• 2025 : Undercover High School (언더커버 하이스쿨) : Jeong Hae-seong

## Discographie
- 2018 : You Are My Love (album Are You Human?)

## Récompenses et nominations
| Année | Titre                                       | Catégorie                     | Travail nommé              | Résultat   | Réf. |
| ----- | ------------------------------------------- | ----------------------------- | -------------------------- | ---------- | ---- |
| 2014  | 7e Korea Drama Awards                       | Best New Actor                | Cunning Single Lady        | Lauréat    |      |
| 2014  | 16e Seoul International Youth Film Festival | Best Young Actor              | Cunning Single Lady        | Nomination |      |
| 2014  | MBC Drama Awards                            | Best New Actor                | Cunning Single Lady        | Nomination |      |
| 2014  | KBS Drama Awards                            | Best New Actor                | What Happens to My Family? | Nomination |      |
| 2014  | SBS Entertainment Awards                    | Best Male Newcomer            | Roommate                   | Nomination |      |
| 2015  | 8e Korea Drama Awards                       | Excellence Award, Actor       | Splendid Politics          | Nomination |      |
| 2015  | 8e Korea Drama Awards                       | Hot Star Award                | Splendid Politics          | Lauréat    |      |
| 2016  | 52e Baeksang Arts Awards                    | Most Popular Actor (TV)       | Cheese in the Trap         | Nomination |      |
| 2016  | tvN10 Awards                                | Made in tvN, Actor in Drama   | Cheese in the Trap         | Nomination |      |
| 2016  | 1re Asia Artist Awards                      | Best Entertainer Award, Actor | Cheese in the Trap         | Lauréat    |      |